# Tomb Raider: Underworld
Tomb Raider: Underworld es un videojuego de acción y aventura de disparos en tercera persona desarrollado por Crystal Dynamics y publicado por Eidos Interactive para Windows, PlayStation 3, Xbox 360, Wii y Nintendo DS en noviembre de 2008. Las versiones posteriores se lanzaron para dispositivos móviles en diciembre de 2008, PlayStation 2 en 2009 y OS X en 2012. Varias empresas portaron o desarrollaron las diferentes versiones. La novena entrega de la saga Tomb Raider y la tercera de la trilogía Legend, Underworld sigue a la arqueóloga y aventurera Lara Croft en su búsqueda de Mjolnir, un artefacto clave para entrar en el reino de Helheim, mientras se enfrenta a adversarios de su pasado. El juego presenta a Lara navegando por niveles establecidos en todo el mundo a través de plataformas, luchando contra enemigos y resolviendo acertijos para progresar.
La producción de Underworld comenzó en 2006 tras el lanzamiento de Tomb Raider: Legend, y se desarrolló en paralelo con Anniversary (2007). El guion fue coescrito por el director Eric Lindstrom y el creador de la serie Toby Gard; Gard dejó Crystal Dynamics al año siguiente. La jugabilidad se rediseñó en torno a un principio de las habilidades de Lara, con sus acciones creadas mediante captura de movimiento por primera vez. Se creó un nuevo motor de juego para el proyecto, ya que el equipo tuvo problemas para hacer la transición al hardware de próxima generación y escasez de personal debido a la producción de Anniversary.
Anunciado en enero de 2008 para el hardware de próxima generación, se retrasó hasta noviembre y también se anunció para el hardware de la generación actual. El contenido descargable exclusivo de Xbox 360 se lanzó en 2009. El juego recibió críticas mayoritariamente positivas de los críticos, con elogios por los entornos, la historia, los puzles, la exploración, los gráficos y el estilo de juego menos lineal, aunque las críticas se dirigieron a su cámara y sistema de combate. Se vendió por debajo de las expectativas, aunque finalmente vendió más de tres millones de copias en todo el mundo. Fue el último Tomb Raider publicado por Eidos Interactive antes de su adquisición en 2009 y cambió de marca por parte de Square Enix. Después de Underworld, Crystal Dynamics reinició la serie por segunda vez, y el juego posterior se lanzó en 2013.

## Historia
Tomb Raider: Underworld transcurre tiempo después de los eventos ocurridos en Tomb Raider: Legend, y profundiza en temas que quedaron sin explicar en Legend y en Tomb Raider: Anniversary.
La historia comienza con Lara Croft, caminando en uno de los pasillos inferiores de la Mansión Croft, cuando de repente, una explosión envuelve en llamas a la mansión, en la que Lara debe ir al salón principal. Al llegar a la puerta principal, Zip empieza a dispararle mientras Winston intenta detenerlo. El juego retrocede entonces a una semana antes, con Lara en el Mar Mediterráneo, que está buscando un camino a Ávalon, el lugar mítico donde descansan los restos del Rey Arturo, y el lugar donde  Amanda dijo que se encuentra la madre de Lara. Lara encuentra un templo de origen "Proto-Nórdico", llevándole a creer que Ávalon y el submundo nórdico de Niflheim son el mismo lugar. También encuentra un guante que perteneció al dios nórdico Thor. Lara es atacada por mercenarios que trabajan para Amanda, que se llevan el guante al barco de esta. Tras perseguirles hasta dicho barco, Lara se encuentra con Natla, Diosa Reina de la Atlántida (que estuvo en el primer juego y en la versión: (Tomb Raider: Anniversary) a quien Amanda tiene prisionera. Comienzan a discutir el descubrimiento de Lara, y Natla afirma que Ávalon es el mismo lugar que Helheim, en vez de Niflheim, como creía Lara. También explica que Lara necesitará el martillo de Thor, Mjölnir para entrar allí. El barco comienza a hundirse debido a una explosión provocada por uno de los mercenarios en un tiroteo con Lara. Lara dispara a Amanda cuando esta huye, y Amanda tira el guante al mar. Lara salta rápidamente para recuperarlo, dejando escapar a Amanda (Amanda deja que Lara se quede con el guante, ya que Natla le dijo que solo Lara podría usarlo).
Lara viaja a la costa de Tailandia, el lugar que le sugirió Natla, donde descubre que su padre ya había estado allí y que se llevó el segundo guante de Thor para esconderlo en su estudio secreto en la Mansión Croft y destruyó un mapa que describía el camino para llegar a Ávalon. Cuando va a la Mansión, agarra en guante (en el escritorio secreto de su padre) y además el mapa que muestra la localización del martillo, el Cinturón de Thor y Ávalon, Lara descubre con sorpresa que la mansión está bajo las llamas. Zip, herido, ayudado por Winston, dispara a Lara porque cree que es ella la que le ha disparado tras llevarse el "Amuleto" de Amanda (con el que controlaba el Ente maligno en Tomb Raider: Legend) de la caja fuerte. Lara y Winston convencen a Zip de que esa no era ella y Lara les dice que salgan de la mansión mientras ella va a ver las grabaciones de seguridad en la sala técnica. Sin embargo, antes de que Lara que pueda hacer esto, se le aparece un doppelgänger que tiene un aspecto casi idéntico al de ella, al parecer creado por Natla. El doppelganger le dispara a Alister, que intentaba escapar de las llamas, y huye. Alister muere en brazos de Lara, y ella lleva su cuerpo fuera de la casa. Lara se dispone a seguir con su búsqueda de Mjölnir, del que cree que le dará el poder para matar a Natla. En México, Lara encuentra el cinturón de Thor, que proporciona poder a los guantes. Después de hacer esto, Lara viaja a la Isla de Jan Mayen y encuentra Mjölnir en el Valhalla. Allí también lee un mensaje del dios Odín, el padre de Thor, diciendo que Thor deberá realizar un ritual antes de poder abrir al camino a Helheim (Ávalon).
Con los guantes, el cinturón, y el martillo, Lara se enfrenta a Natla en el segundo barco de Amanda. Lara accede a regañadientes a cooperar con Natla, que afirma conocer el ritual de Odín. Lara viaja al Mar Ártico y, con ayuda de Natla (que la liberó cuando estaba en el barco), abre la entrada a Helheim. Pronto encuentra a su madre, Amelia, que se ha convertido en un esclavo, un ser cuyo cadáver es animado por la sustancia eitr. Mientras el cuerpo no-muerto de Amelia se le acerca, Lara, que finalmente acepta que su madre murió hace años, le dispara devolviéndola al estanque de eitr. Lara se arrodilla abatida por esta revelación, mientras Natla aparece revelando que la ha estado utilizando a ella y Amanda para conseguir entrar en Ávalon, mediante el martillo de Thor. Natla también revela que fue ella quien mató al padre de Lara, Richard, cuando este se negó a cooperar en su tarea años antes. El doppelgänger aparece e inmoviliza a Lara cuando esta iba a atacar encolerizadamente a Natla con el Mjölnir. Justo cuando Lara está a punto de morir, Amanda aparece y usa su amuleto para deshacerse del doppelgänger (aunque en realidad no lo mata; ya que,según la expansión del juego llamada la sombra de lara, cuando Amanda la lanza al estanque de eitr, esta cae sobre una plataforma. Amanda también detiene el avance de los esclavos, dándole una oportunidad de seguir a Lara, que va tras Natla.
Lara encuentra a Natla activando un gigantesco dispositivo antiguo en el corazón de una colosal caverna llena de eitr. Natla explica que Jörmungandr, la Serpiente de Midgard, es en realidad una red de fallas tectónicas repartidas por los océanos del mundo, y que este dispositivo yace justo en el punto en el que el supercontinente Pangea se dividió hace millones de años. El dispositivo está diseñado para desatar el apodado Ragnarök (el fin del mundo), o lo que Natla denomina como "La Séptima Edad", activando erupciones volcánicas de escala apocalíptica por todo el mundo.
Lara destruye el dispositivo gracias a Mjölnir, y luego lanza a Natla el martillo aprovechando un descuido de esta cuando trataba desesperadamente de detener el colapso de tan gigantesco dispositivo. Natla es derribada y cae en el eitr. 
Lara se reúne con Amanda, pero ambas descubren que la salida está bloqueada. Lara logra localizar el portal que trajo a su madre hasta Helheim, deduciendo que quizá su madre no conocía el funcionamiento del dispositivo  y que por eso se quedó atrapada allí. Un trozo desprendido de uno de los monolitos debe de ser sujetado para que alguien pueda sacar la espada y activar el portal. Lara sostiene el escombro confiando que Amanda sacará la espada y a la vez le dará la mano para salir juntas de allí. Amanda deja por un segundo de lado su rencor haciendo lo debido y así las dos logran escapar trabajando juntas.
Son teletransportadas a Nepal, donde Lara estuvo años antes (Tomb Raider Legend) y donde todo comenzó muchísimo antes. Amanda, en un último arrebato de venganza, hace amagos de querer pelear con Lara, preguntándole a esta si de verdad creía que ahora estaban en paz, a lo que Lara le responde firmemente con otra pregunta, si cree que matándola lo estarían. Amanda guarda silencio, y se marcha reflexiva. 
Ya sola, una nostálgica Lara se despide (simbólicamente) de su madre, deseándole descanso eterno y cerrando de una vez por todas el misterio que rodeaba su desaparición, terminando el juego mientras ella se aleja del portal.
En las expansiones del juego Bajo las Cenizas y La Sombra de Lara se concreta el final de la entrega.
Antes de la escena final del juego original, aparece un corte que nos sitúa en el pozo de la entrada de Helheim, donde se encuentra la doppelgänger de Lara inconsciente en al borde del estanque de eitr al que Amanda le había tirado. Esta despierta y se levanta para tratar de salir del pozo.
Tras la escena final, una nueva secuencia cinemática nos hace volver a la caverna de Helheim donde yace Jörmungandr. Allí la doppelgänger se encuentra con Natla, que en realidad no ha muerto pero gran parte de su cuerpo y alas han sido corroídas por el eitr. Natla le ordena que se la lleve de allí.
Mientras, en Nepal, cuando Lara sale del lugar donde está el portal, Amanda aparece de nuevo intentando matarla con una roca. Lara le pega un tiro y Amanda cae al suelo desapareciendo en la ventisca.
Volvemos con Natla y la doppelgänger, que ahora se encuentran en una caverna con una especie de cápsula donde Natla se sienta. Esta activa una palanca pero nada sucede, así que le dice a la doppelgänger que Amanda ha cortado el suministro de energía de la máquina y le ordena que vaya a restaurarlo y que luego regrese para nuevas instrucciones.
Cuatro días después, en la Mansión Croft, Lara ha encontrado unos documentos escritos por su padre que revelan la existencia de un artefacto capaz de crear esclavos. Mientras Lara se pregunta dónde pudo su padre haberlo escondido, un esclavo aparece intentando subir el barranco alrededor del lugar donde Lara encontró el segundo guante de Thor. Después de matarlo, Lara baja al fondo del barranco.
Mientras tanto, en la caverna donde se encuentra Natla, la doppelgänger le comunica que Amanda también dañó el dispositivo. Natla le ordena entonces que encuentre a Lara y la mate, y que cuando lo haya hecho, termine también con su vida. La cápsula se cierra y se alza por unos raíles cuando Natla le explica que es porque no quiere volver a ver su cara. Aunque la doppelgänger no se ve muy contenta con las órdenes, obedece y va en su busca.
Por otro lado, Lara ha encontrado el lugar donde se encuentra el artefacto, que tiene una palabra grabada en él: okh eshivar, el comando que permite dar órdenes a cualquier esclavo. Lara se gira entonces y ve a un esclavo tras de sí, en el pasillo que conduce a aquel lugar. Al fondo de este, ve a la doppelgänger, que se acerca corriendo dispuesta a matar a Lara. Lara pronuncia el comando seguido de la orden «mata» y el esclavo se dispone a matar a la doppelgänger. Sin embargo, esta lo atraviesa mientras corre y en el último segundo antes de matar a Lara, Lara pronuncia el comando. La doppelgänger se detiene bajo las órdenes de Lara, y tras hablar con ella esta le ordena que a partir de ese momento ignore el comando y que sea libre de la esclavitud. Luego la doppelgänger regresa por donde ha venido.
La última escena es en la caverna donde se encuentra Natla. La cápsula donde estaba metida cae al suelo y se destroza, atrapando a Natla entre los restos de esta y un charco de eitr. La doppelgänger aparece a su lado y se le queda mirando, mientras Natla le ordena inútilmente que la ayude. Esta no reacciona, recordando la última orden de Lara, sino que se queda sonriente mientras observa cómo Natla se ahoga poco a poco en el líquido.

## Modo de juego
Lucha cuerpo a cuerpo o con armas de fuego, escalada, acrobacias en barras y gancho metálico de ascenso/descenso/desplazamiento.
En la segunda expansión del juego La Sombra de Lara, transcurre una historia a partir de cuando Amanda lanza a la doppelgänger al pozo de eitr. La historia sucede desde el punto de vista de la doppelgänger, y ella es el personaje jugable. Además de las habilidades de Lara (trepar, luchar...), el nuevo personaje dispone de un nuevo repertorio de habilidades, como agarrarse a paredes sin salientes, luchar cuerpo a cuerpo con los golems y usar técnicas de pelea con nuevos movimientos que gastan magia oscura.

## Desarrollo
En noviembre de 2007, Eidos Interactive reveló el nombre del futuro título, Tomb Raider: Underworld.
Aunque el anuncio oficial de Tomb Raider Underworld fue el 1 de febrero, el juego empezó a desarrollarse hace tres años, incluso antes que Tomb Raider: Legend.
El 21 de julio de 2008 el website oficial de Tomb Raider subió el primer tráiler oficial del juego en el que se observa, aparentemente, a la misma Lara Croft activando un dispositivo explosivo haciendo que su propia mansión explote. Eidos deja así una gran expectación por saber de quién se trata esa doble de Lara Croft.
El 15 de julio de 2008, en un comunicado prensa Eidos Interactive confirma las fechas de lanzamiento del juego: 18 de noviembre de 2008 en los Estados Unidos y el 21 de noviembre en Europa. También se confirman algunos detalles de la trama del juego y las plataformas en las va aparecer (como PlayStation 3, Wii, Nintendo DS, PlayStation 2, Xbox 360 y ordenadores con Microsoft Windows).

## Marketing y lanzamiento
El 28 de octubre de 2008, apareció la primera demostración del juego para la Xbox 360, y el 31 de octubre de 2008 apareció en PC.
El 21 de noviembre de 2008 se lanzó el juego a nivel mundial en todas sus versiones excepto la de PlayStation 2, que fue lanzada el 23 de febrero de 2009, debido a problemas en su desarrollo.
La versión de PlayStation 3 no contó con el sistema de trofeos desde su lanzamiento en las versiones europeas y estadounidenses (en Japón, sin embargo, fueron incluidos en el propio disco del juego cuando se lanzó en ese país). Sin embargo, desde el 28 de mayo de 2009, Crystal Dynamics puso a disposición un parche descargable para añadir el sistema de trofeos en las versiones europeas y estadounidenses de Tomb Raider: Underworld.

## Recepción y crítica
Tomb Raider: Underworld ha recibido comentarios tanto positivos como negativos. El entorno gráfico, aunque tiene gran cantidad de texturas que lo refuerzan, ha recibido algunas críticas por no dar la talla para la época. Esto y un control de cámara no optimizado empañan la calidad del videojuego. 
La versión más criticada fue la de PlayStation 2 (que salió con meses de retraso), en especial por su bajo nivel de dificultad, ya que apenas hay enemigos en los escenarios, lo cual resultaba decepcionante al compararlos con Tomb Raider: Anniversary o Tomb Raider: Legend, uno y dos años más antiguos respectivamente. Por haber sufrido recortes innecesarios como la inclusión de una cámara digital para hacer fotografías, al igual que la versión Wii, empañada también con el famoso bug en Tailandia, nivel que no se podía terminar ya que faltaba una barra para poder continuar el juego y fue corregido mediante un parche días después.
Eidos potenció el desarrollo para las consolas de última generación XBox 360, PlayStation 3 y PC y es por esto las duras críticas respecto las versiones para Wii y PlayStation 2.